# Віллем Клас Геда
Віллем Клас Геда (нід. Willem Claesz. Heda; бл. 1594, Гарлем — бл. 1680) — нідерландський художник часів Золотої доби голландського живопису, майстер натюрморту.

## Життєпис
Походив з родини митців. Народився у м. Гарлем близько 1594 року. Був сином міського архітектора Класа Пітерзона та Ганни Геда. Про діяльність Геда відомо замало. Ймовірно навчався у свого батька, а потім дядька — художника Корнеліса Класа Геди.
Близько 1630 року стає членом гарлемської гільдії художників Святого Луки. З 1637 року обирається старостою гільдії Св. Луки. Помер у рідному місті близько 1680 року. Його справу продовжив син Геррет Геда.
З усього доробку художника натепер збереглося близько 70 робіт. У ранній період зазнав впливу Пітера Класа.
Поступово до 1640 виробив власний стиль малювання натюрмортів. Починаючи з 1650 для його картин стає притаманною більш широка колірна гама.
Натюрмортам Геда («сніданкам») характерне зображення невеликого переліку предметів столового посуду й їжі (вони розташовувалися у формі трикутника). При цьому картинам притаманні тонка майстерність у передачі фактури речей, стриманий сріблясто-зелений або сріблясто-коричневий колорит («Сніданок з ожиновим пирогом», 1631, «Натюрморт з крабом», 1648  «Шинка і срібний посуд», 1649 рік).
Останніми відомими роботами Геди є картини, що датуються 1660-ми. Щодо творчості в останні роки життя немає відомостей.
Його картини знаходяться у картинних галереях Парижа, Парми, Гента, Дармштадта, Готи, Мюнхені, Відня, Мадрида, Москви, Дрездена.

## Галерея

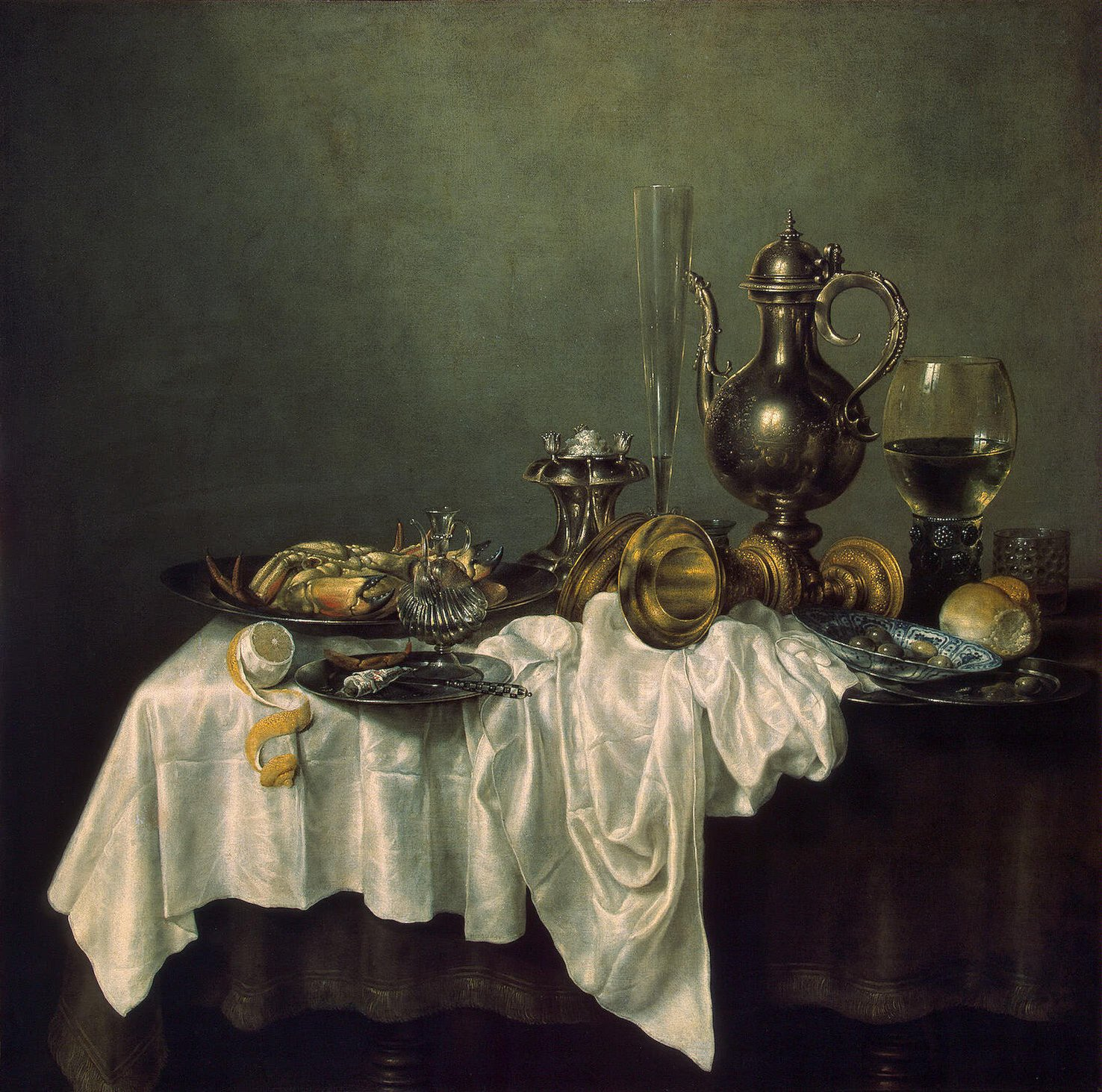
Натюрморт із крабом, 1648, Ермітаж, Санкт-Петербург
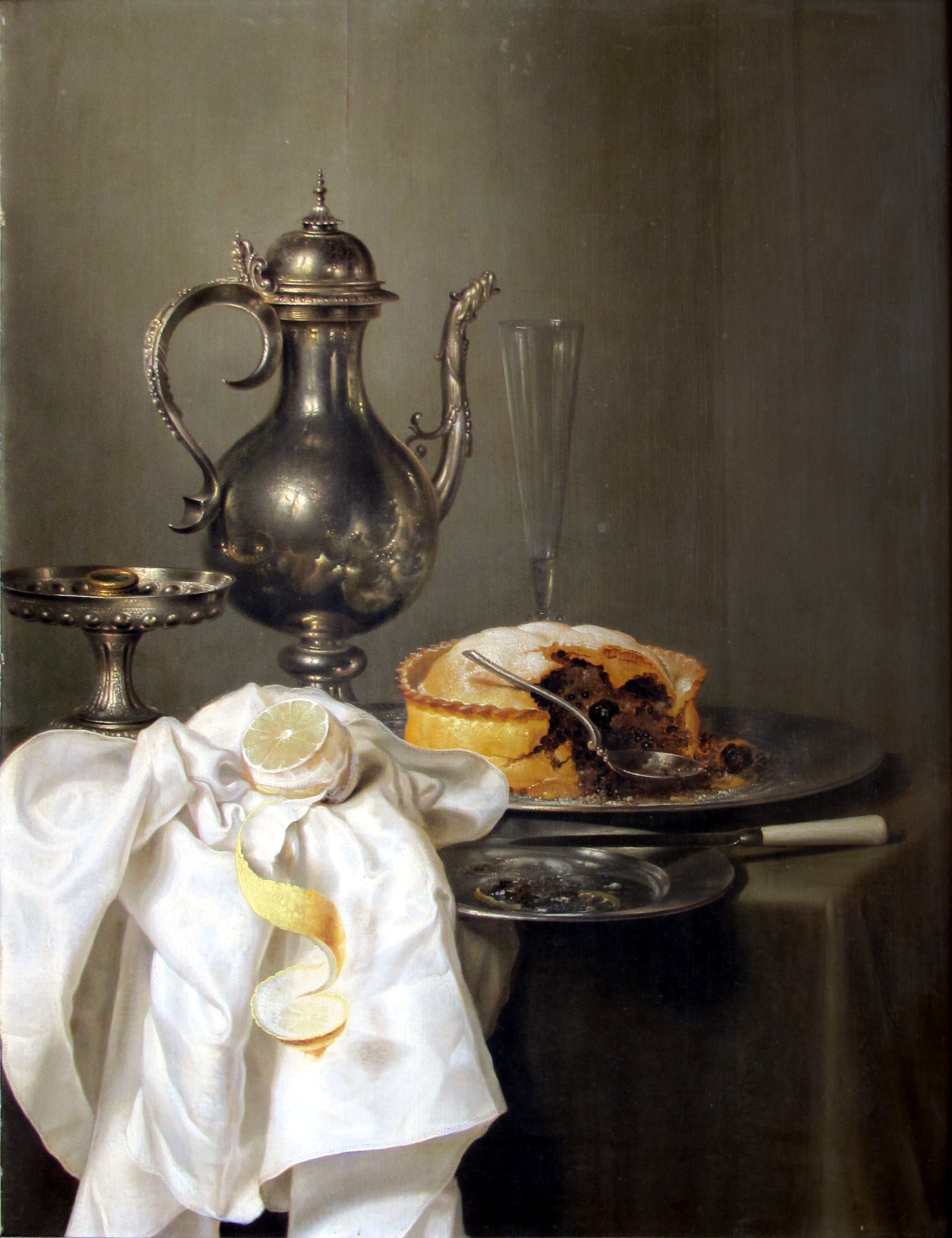
Натюрморт зі срібним глеком і пирогом», 1645, Веймар
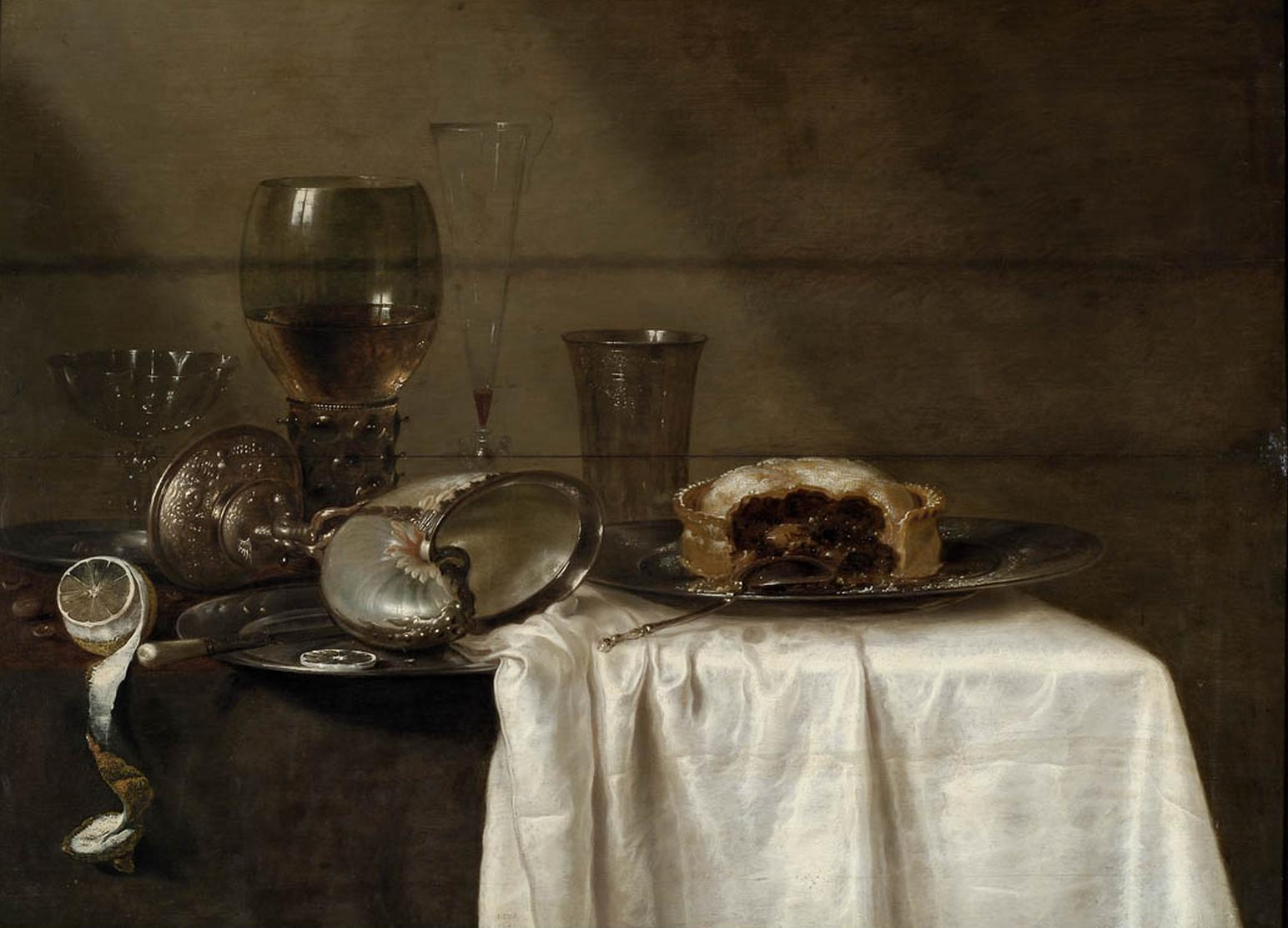
Чорносмородинний пиріг, 1641, Страсбург
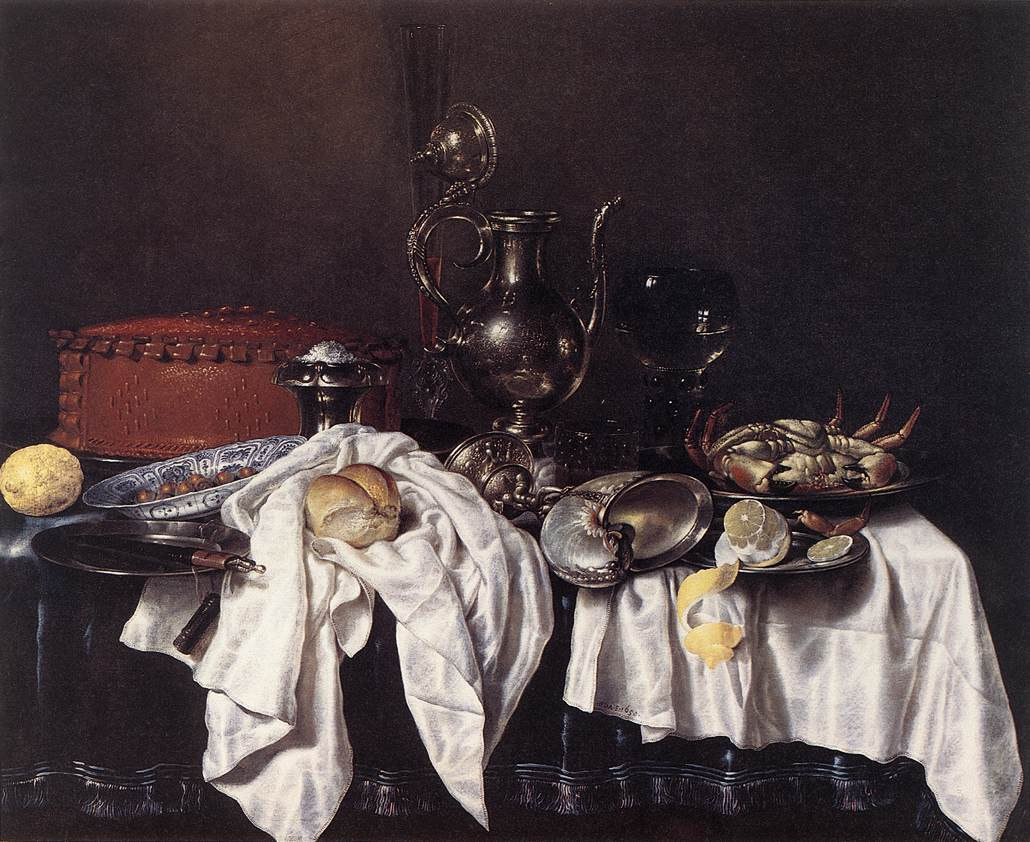
Still Life with Pie, Silver Ewer and Crab, 1658, Frans Hals Museum, Харлем
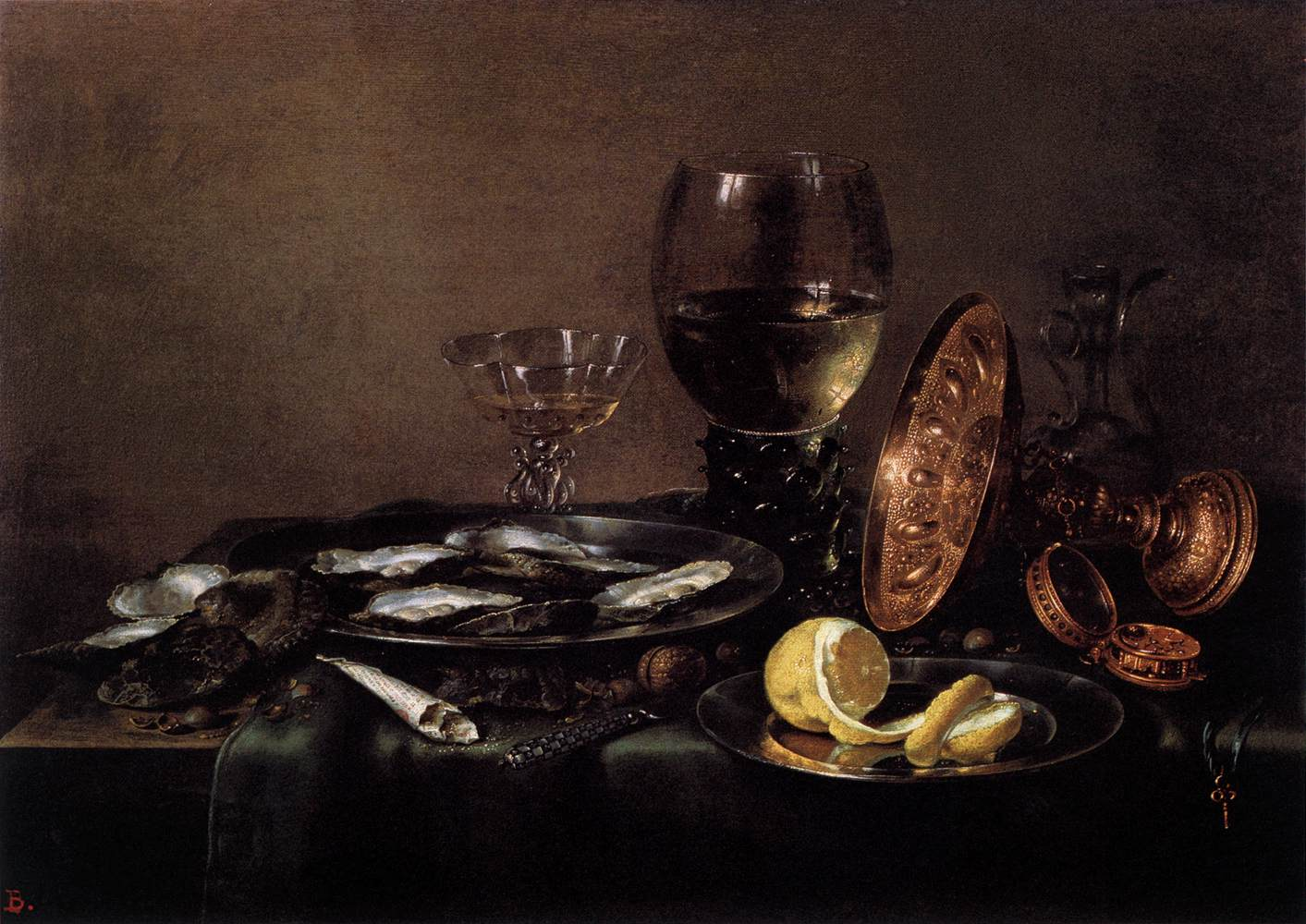
Still Life with a silver tazza, a roemer and oysters. Музей Прадо, Мадрид
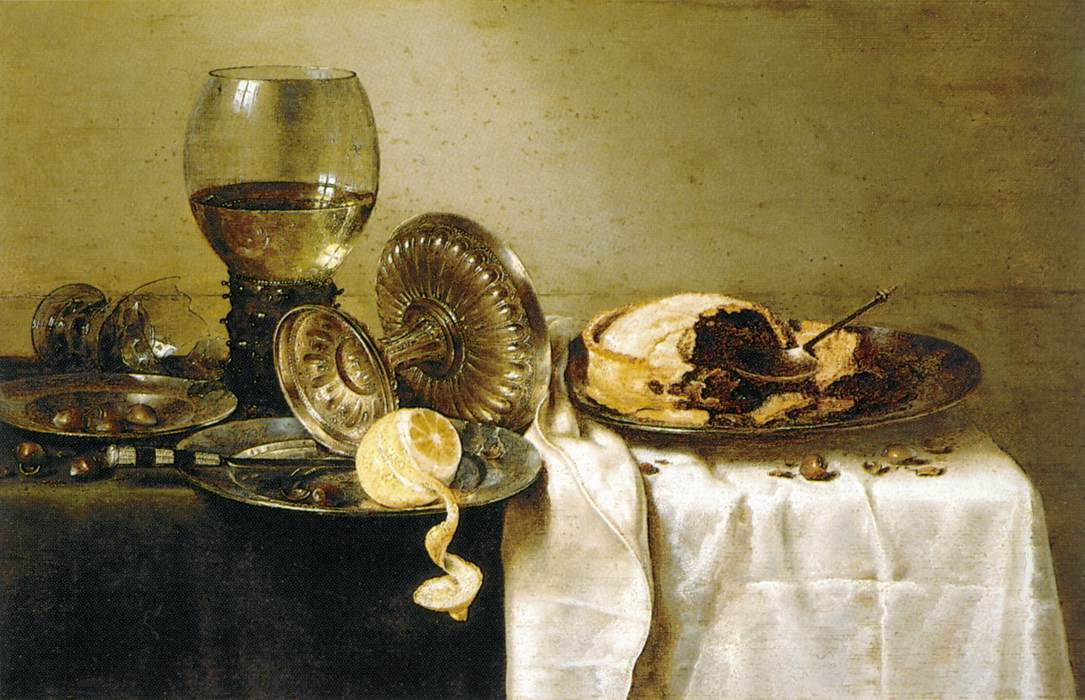
Still-Life with fruit Pie and various objects. Thyssen-Bornemisza Museum, Мадрид